# Franciscus Florius
Franciscus Florius de Oude, ook Francesco Flori (Maastricht?, verm. omstreeks 1530 - ?, 1588) was een componist uit de Franco-Vlaamse School van polyfonisten.

## Leven en werk
Franciscus is de vader van componerende zonen Frans (Frans Flori de Jonge), Georg, Jacobus en Johannes Flori, die als componist hebben gewerkt in de Nederlanden, Duitsland, Italië en Spanje.
Hij werkte aan het Beierse hof van 1556 tot aan zijn dood in 1588 als hofzanger, componist en schrijver in München, waar Orlando di Lasso de hofkapel leidde. Zijn composities zijn niet te onderscheiden van die van Francesco Flori (? - 1583, die zijn zoon zou kunnen zijn.
In Jacob Baethens in 1554 in Maastricht uitgegeven bloemlezing van Nederlandse liederen, Dat ierste boeck vanden nieuwe Duijtsche liedekens wordt één driestemmig lied van Franciscus opgenomen:
- Waer machse sijn die alderliefste mijn

- Gemeinsame Normdatei: 134119126
- International Standard Name Identifier: 0000 0000 1993 7398
- Library of Congress Control Number: no2021089225
- MusicBrainz: 51d15ff8-e44d-47ff-8e79-7a5a47212691
- Virtual International Authority File: 72602956